# Most Tsing Ma
 Most Tsing Ma – most wiszący łączący wyspy  Ma Wan oraz Tsing Yi, na terenie Hongkongu. Został otwarty w 1997 r.

## Historia
Budowa mostu Tsing Ma rozpoczęła się w 1992 r. Projekt mostu wykonało przedsiębiorstwo Mott MacDonald. Koszt budowy mostu wyniósł około 7,2 mld dolarów hongkońskich. 27 kwietnia 1997 r. odbyła się uroczystość otwarcia mostu zainicjowana przez premier Wielkiej Brytanii Margaret Thatcher. W chwili wybudowania most Tsing Ma był drugim najdłuższym mostem na świecie. Nazwa mostu pochodzi od dwóch wysp na końcu konstrukcji – Tsing Yi i Ma Wan. Obiekt wraz z mostem Kap Shui Mun umożliwia transport towarów oraz pasażerów z lotniska  na wyspie Lantau. Obiekt jest jedną z atrakcji turystycznych Hongkongu.

## Konstrukcja
Tsing Ma jest mostem wiszącym, wykonanym ze stali. Konstrukcja ma dwie wieże – na wyspie Tsing Yi oraz na sztucznej wyspie, znajdującej się 120 m od wybrzeża wyspy Ma Wan. Wieże mają wysokość 206 m oraz posiadają dwie nogi połączone kratownicami. Każda noga wykonana z betonu może wytrzymać naprężenie 100 MPa. Na obu końcach mostu znajdują się zakotwiczenia  mające przejmować naprężenie działające na liny podtrzymujące most. Do zbudowania dwóch punktów zakotwiczenia użyto 300 000 ton betonu. Do utworzenia lin wykorzystano 70 000 ocynkowanych drutów o średnicy 5,38 mm. Średnica liny wynosi 1,1 m. Do budowy mostu użyto 49 000 ton stali.
Most Tsing Ma ma dwa poziomy. Na górnym poziomie znajdują się dwie trzypasmowe jezdnie. Na dolnym poziomie są dwie linie kolejowe oraz dwie osłonięte od wiatru jednopasmowe jezdnie. Most ma 41 m szerokości oraz 2160 m długości. Most został skonstruowany, aby wytrzymać podmuchy wiatru o prędkości 292 km/h.